# Мар'ям-Дере
Мар'я́м-Дере́, Майру́м-Дере́ (крим. Maryam Dere) — долина, балка в околицях Бахчисараю. З VI-VIII століття по 1779 рік тут існувало урумське містечко Маріамполь.

## Опис
Простягається на понад 2 км з південного сходу на північний захід, обмежена з двох боків стрімкими скелями гір Бурунчак і Діви Марії; ширина її коливається від 150 до 300 м.
Номінально долина розділена на три частини: перша (поблизу входу в ущелину з боку Бахчисарая) належить до Успенського чоловічого монастиря і названа в честь Богородиці; друга, у середній частині поблизу пішохідної стежки до Чуфут-Кале, криє в собі дервішське поховання (Гази-Мансур); третя, що слугує місцем останнього земного притулку караїмів, відома під назвою Йософатової долини.

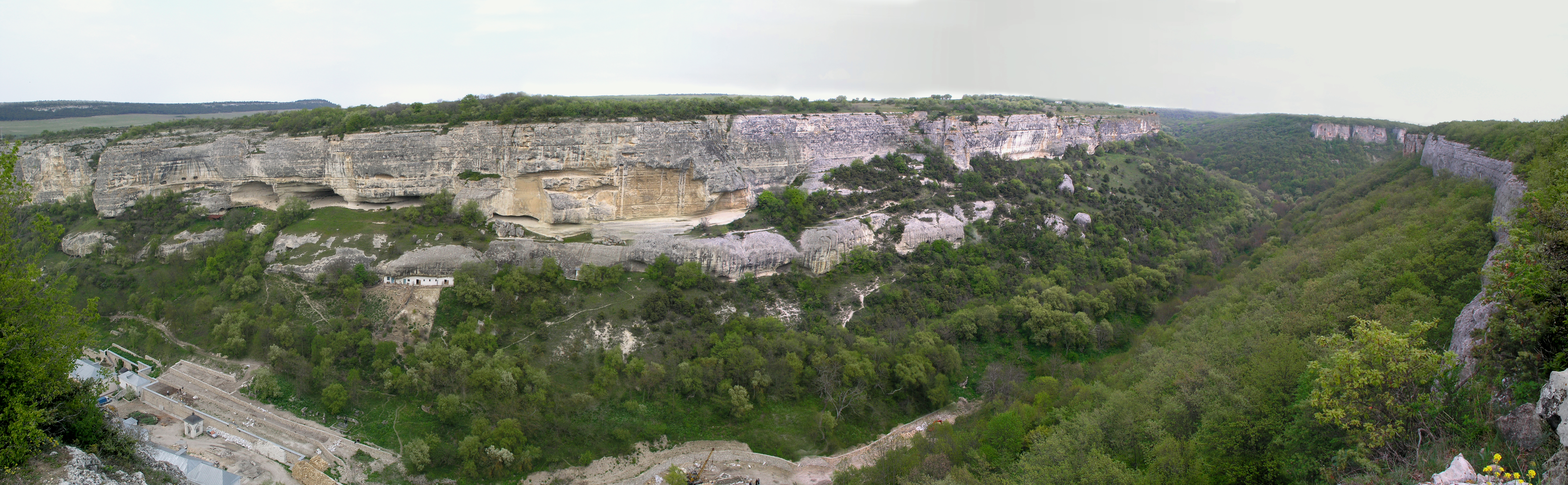
Мар'ям-Дере

## Успенський монастир
У долині знаходиться Успенський монастир. Наприкінці XV ст. монастир став резиденцією Готсько-Кафських митрополитів і центром православ'я на півострові. Благодатна сила монастиря була настільки великою, що шанували його не лише християни, а й мусульмани: монастир вони назвали Майрім-Анай (матінка Марія), а всю ущелину, де розташована обитель, — Мар'ям-Дере (ущелина Марії). Деякі кримські хани після успішних походів робили багаті дари до образу Божої Матері в монастирі.
Андрій Лизлов ще у XVII столітті наводить факти, коли Ходжа-Герай благав Пресвяту Богородицю в Успенській церкві допомогти в боротьбі за владу. А потім, створивши нову державу — Кримське ханство — обдарував монастир. З перервами монастир проіснував 1000 років. Після захоплення Криму османами у 1475 році Успенський монастир став резиденцією митрополита і центром православної віри в Криму.

## Маріамполь
Навпроти Успенського монастиря до сьогодні збереглися залишки поселення Маріамполь — залишки зруйнованих наземних будівель, кам'яні сходинки в скелі, підрубки для дерев'яних конструкцій, печери господарського призначення, здичавілі фруктові дерева.
Кілька століть тому тут існувало урумське селище Маріам, Маріум, Мар'їно, Маріям, Маріамполь, Маріямпіль, Маріанополь. У різних джерелах є вищеназвані варіанти назви одного й того ж селища у конкретній ущелині, що в перекладі означає селище Божої Матері Марії.
Поселення Маріамполь проіснувало з VIII століття до 1779 року.
Його мешканців за наказом імператриці Катерини II депортували у 1778 році до Приазов'я, де заснували поселення, що нині відоме як місто Маріуполь.

## Галерея

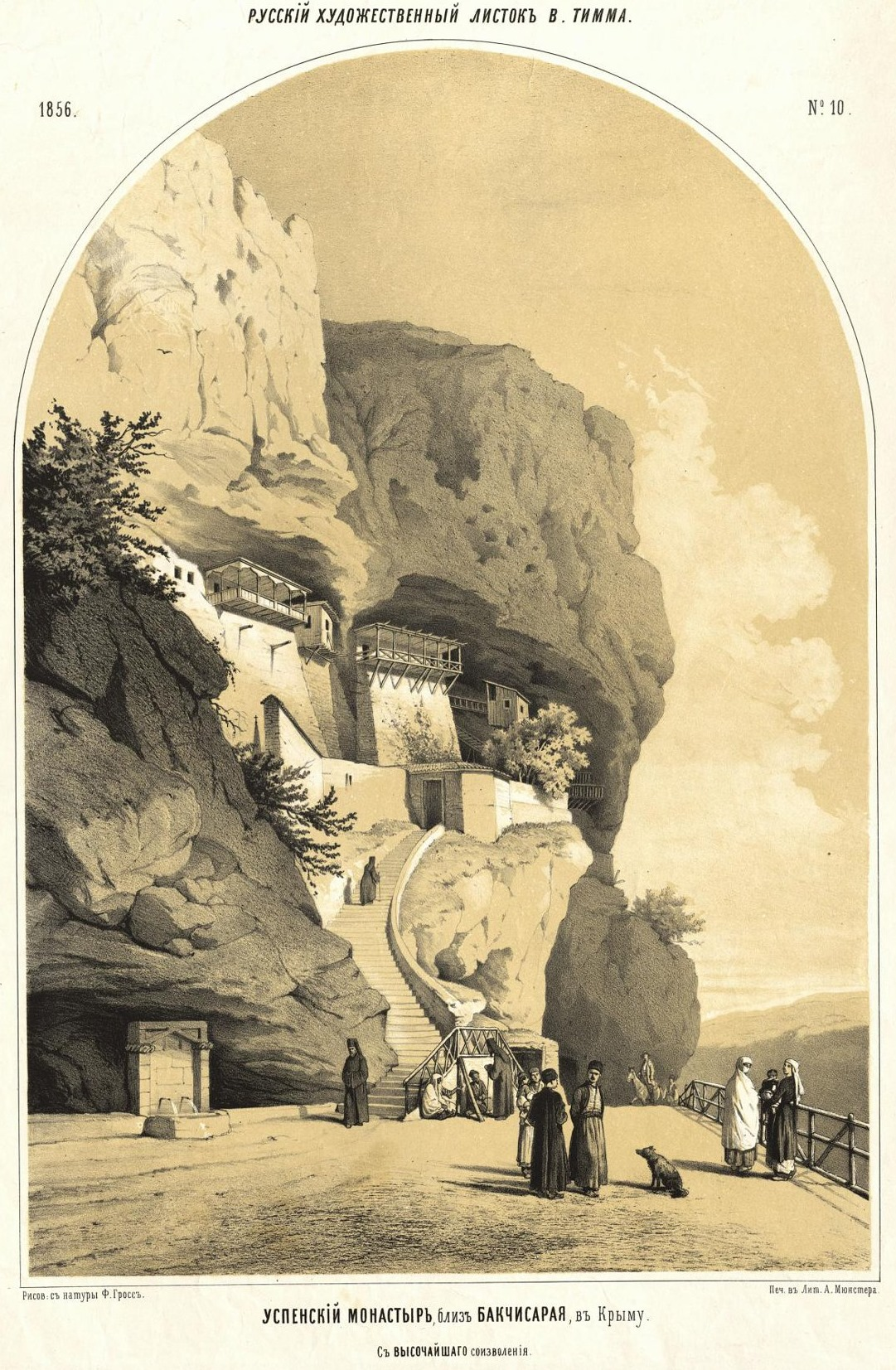
Успенський монастир (печерний храм), поблизу Бахчисараю. Літографія 1856 (з "Російський Художній Листок", № 10, 1856р.).
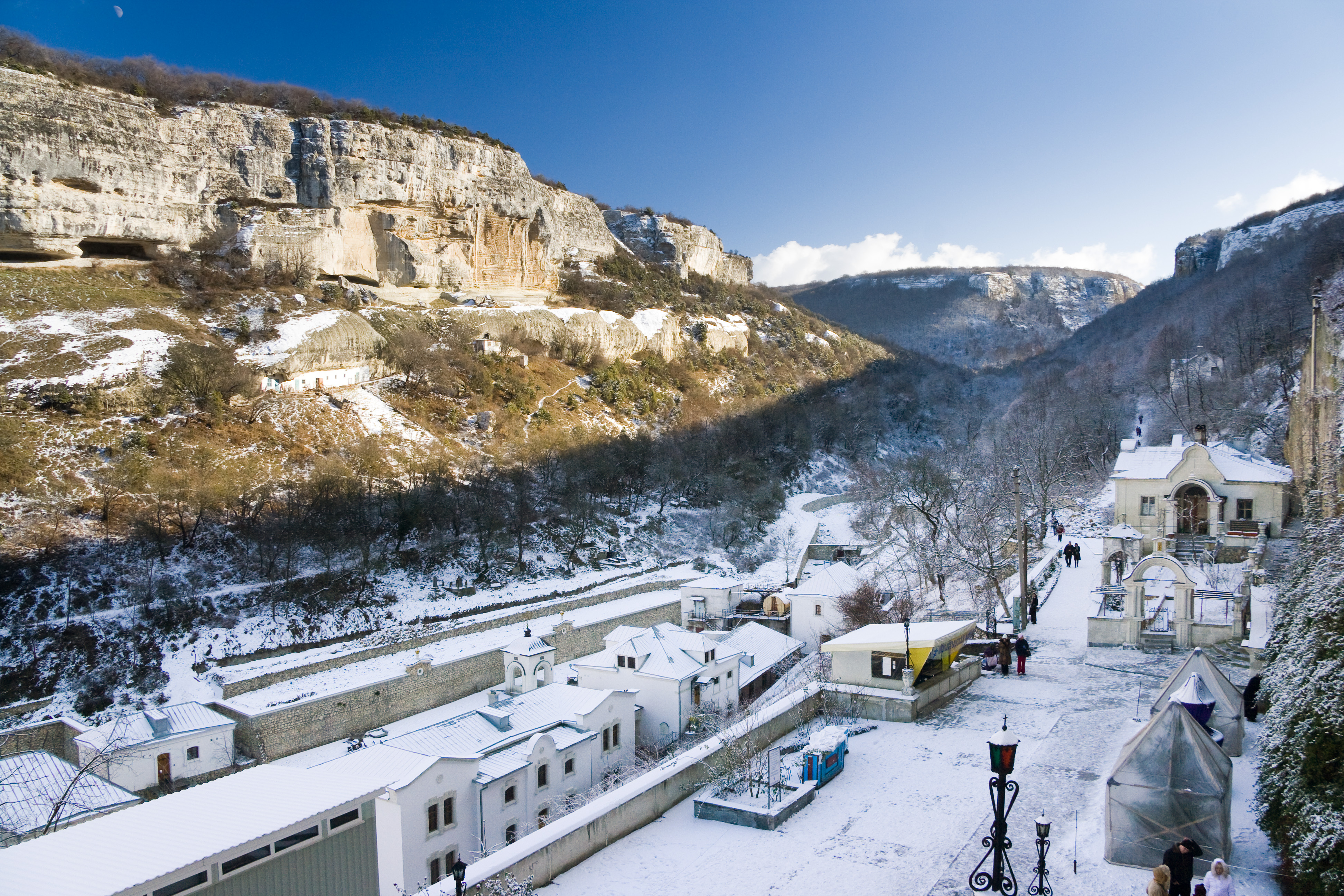
Мар'ям-Дере з парадних сходів Успенського монастиря, 2009 рік
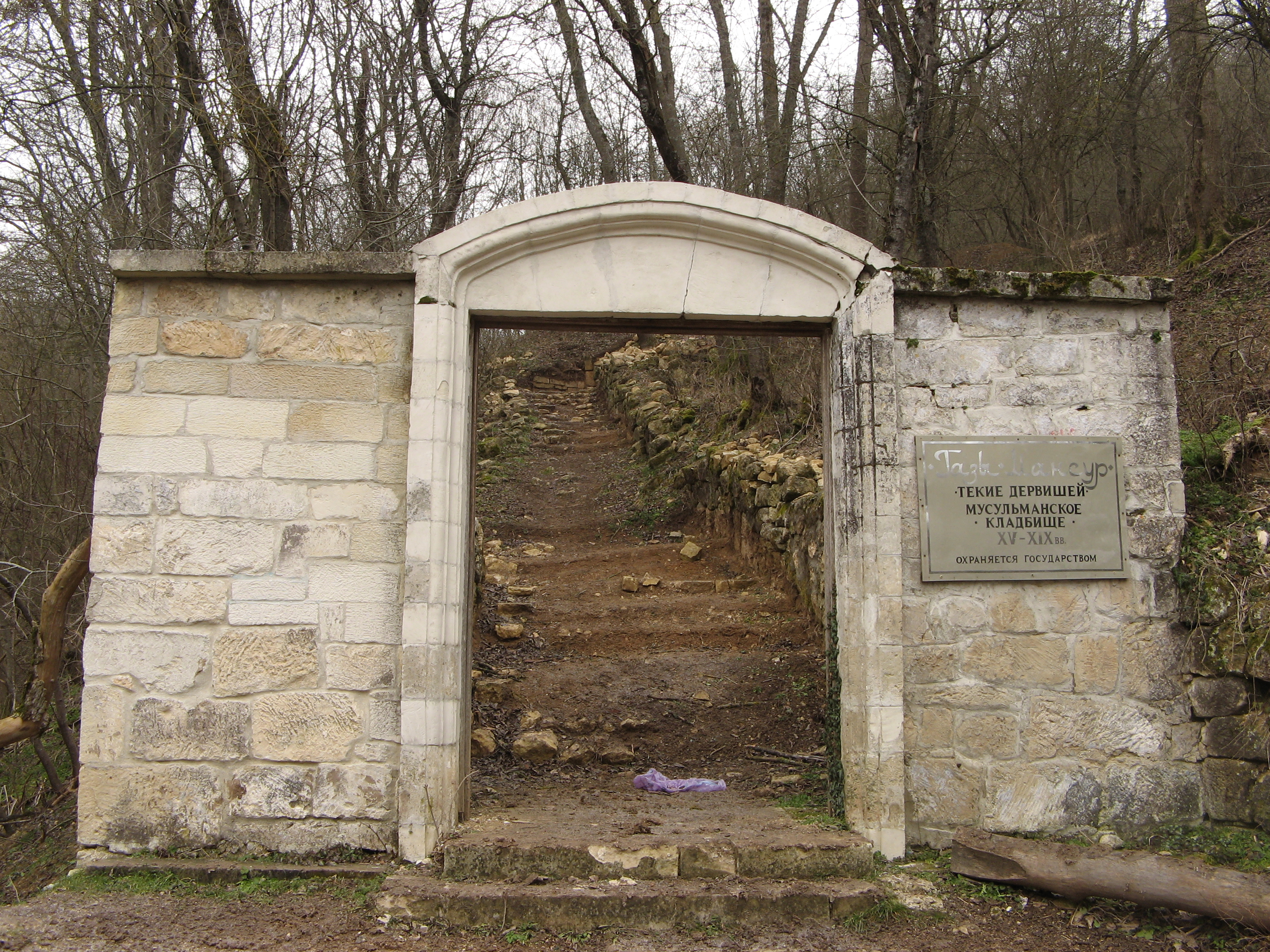
Текіє дервішей (мусульманське кладовище XV-XIX ст.), по дорозі від Успенського храму до Чуфут-Кале, 2011 рік
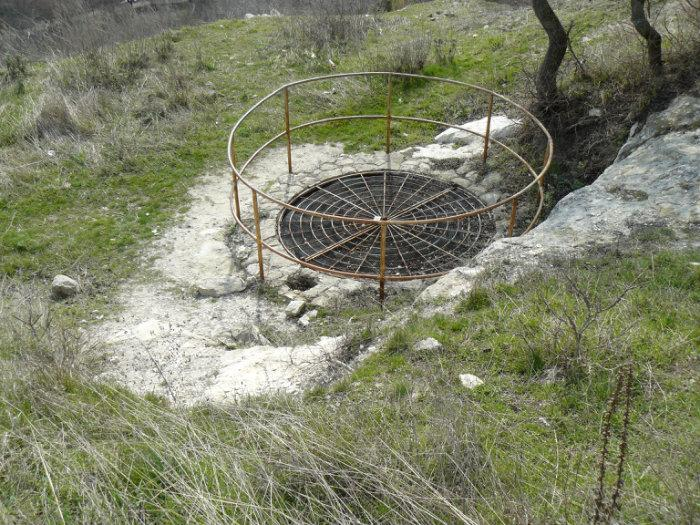
Гирло колодязя Тік-Кую, Чуфут-Кале, 2012 рік
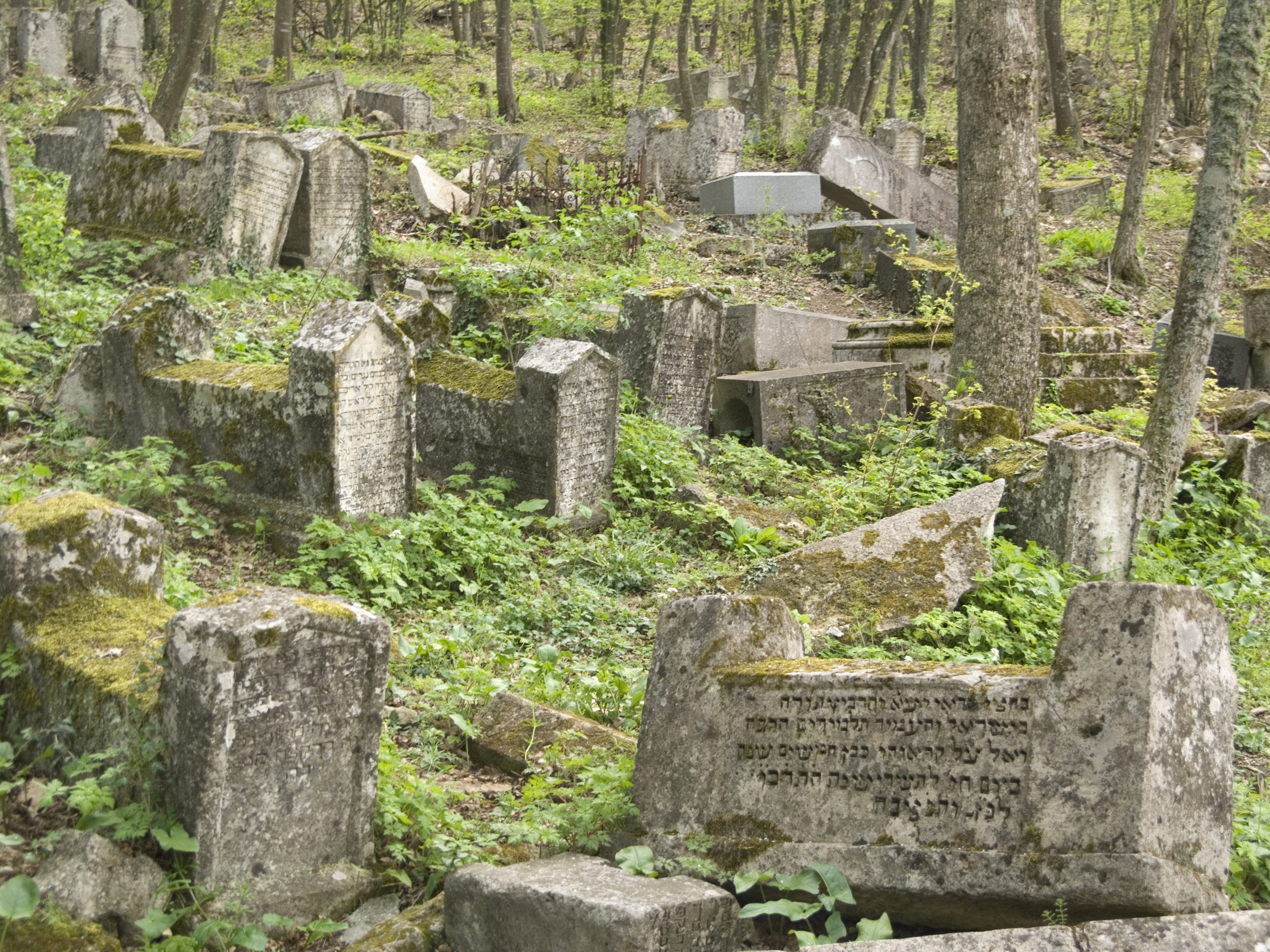
Караїмське кладовище Балта-Тіймєз, 2009 рік